# Caroline Goldman
Pour les articles homonymes, voir Goldman.
Caroline Goldman, née le 29 décembre 1975 à Paris, est une psychothérapeute française, docteure en psychopathologie clinique, spécialisée dans la psychologie des enfants et adolescents.
Favorable à la psychanalyse, elle fait de nombreuses déclarations publiques contraires au consensus scientifique, notamment en ce qui concerne la dépression infantile et le TDAH.

## Biographie

### Famille et vie privée
Née le 29 décembre 1975 à Paris, Caroline Goldman est la fille aînée du chanteur Jean-Jacques Goldman et de la psychologue Catherine Morlet ; elle est la sœur du producteur Michael Goldman et de la pédiatre Nina Goldman.
Elle est mère de quatre enfants.

### Formation
Après des études de psychologie, elle soutient en 2008 à l’université Paris 5 une thèse de doctorat en psychopathologie clinique sur l’affectivité des enfants intellectuellement précoces, intitulée « Enfants surdoués : génie ou folie ? Articulations théoriques et projectives : perspective psychanalytique », sous la direction de la professeure Catherine Chabert.
Dans ce travail psychologique et psychanalytique, elle étudie le surdon infantile (c’est-à-dire avec un QI supérieur à 129).

### Carrière
À la suite de ses études, elle devient psychologue pour enfants et adolescents. Au milieu des années 2000, elle ouvre son cabinet à Montrouge.
En parallèle, elle enseigne pendant 15 ans à l’université[source insuffisante] et à l’École des psychologues praticiens de Paris, entre 2011 et 2015.
Elle anime un podcast sur la psychologie et l’éducation des enfants et adolescents, intitulé « Caroline Goldman - docteur en psychologie de l'enfant ». Elle y aborde divers thèmes, comme la fratrie, la maternité, le divorce, le deuil.

### Notoriété médiatique
Dans une enquête publiée fin juin 2023 par Arrêt sur images, le journaliste Thibaut Schepman souligne que Caroline Goldman est devenue très médiatique depuis la fin de l'année 2022, ce qui se traduit par de multiples invitations, autant dans des journaux prestigieux tels que Le Monde, Libération, Le Figaro et Le Point, qui lui a consacré sa une, qu'à la radio et à la télévision, où elle a été invitée dans l'émission La Maison des Maternelles sur France 5
. Il note aussi qu'un des rares articles critiques à son égard disponible à cette époque, sur Charlie Hebdo, a été mis hors ligne sans explications.
Avec 2,2 millions de lecteurs et 300 nouveaux abonnés, l'interview de Caroline Goldman dans Le Monde est l'article le plus lu de ce journal sur les deux dernières années, illustrant le succès de leur nouvelle rubrique dédiée à la parentalité.
Durant l'été 2023, elle anime 40 émissions sur France Inter. Elle connaît ensuite une période de « diète médiatique », et revient mi-mai 2024 pour la promotion d'un de ses livres.

## Prises de position

### Dénonciation de l'éducation positive
Elle a critiqué les partisans de l’« éducation positive », source selon elle de troubles du comportement,,. Elle s'est notamment attaquée à la psychothérapeute Isabelle Filliozat et à la pédiatre Catherine Gueguen, deux figures de l'éducation positive.
Elle se déclare favorable au « time out », qui consiste à mettre à l’écart l’enfant pour un temps limité, s’il transgresse les règles familiales ou se rend insupportable. Selon elle, cela permet de ne pas tomber dans « l’écueil des cris, des coups, de la violence verbale et physique, de la rancœur, des débats répétitifs et agressifs qui prennent la place d’autres propositions relationnelles beaucoup plus fondamentales pour les enfants ».
Elle a aussi affirmé que certains parents se font « martyriser par leurs enfants ».

### Promotion médiatique de la psychanalyse
Caroline Goldman se réfère énormément à la psychanalyse, car il s'agit pour elle d'une passion familiale. Stéphanie Benz et Victor Garcia, dans un article publié par L'Express en juin 2023, soulignent combien « À longueur de podcasts et d’interviews, la psy pour enfants et fille aînée du chanteur préféré des Français explique à quel point cette discipline la porte », tout en pointant le « poids excessif, selon elle, de la psychologie scientifique et des neurosciences dans la prise en charge des enfants ».
Marie-Estelle Pech note dans son article publié par Marianne que Caroline Goldman « mène une croisade médiatique pour défendre la psychanalyse, aujourd’hui malmenée en France par les neurosciences », ce que soulignent aussi Benz et Garcia.
Lors de son interview accordée à Marianne, Goldman déclare à propos de son livre Pourquoi ?: Petites leçons de psychologie pour les enfants de 4 à 7 ans, que « C'est de la pure psychanalyse expliquée aux enfants. Il y a un peu de militantisme caché ».
Le 15 août 2023, elle déroule un « vibrant plaidoyer en faveur de la psychanalyse » sur France Inter, en accusant ses contradicteurs d'être des « ignorants », et déclare que la pratique de la psychologie clinique infantile demande « de longues études ».

### Positions à propos du TDAH et du TSA
Caroline Goldman affirme publiquement que le TDAH est surdiagnostiqué en France. Selon la journaliste de Doctissimo Magali Régnier, elle « remet en cause le nombre d’enfants concernés, voire le trouble lui-même ». Elle reconnaît l'existence du TDAH chez de « très rares enfants ayant rencontré des entraves préfrontales sur la partie orbito-frontale de leur cerveau (par exemple en raison de séquelles de prématurité, d’alcoolisme fœtal ou de soucis d’oxygénation à la naissance) et qui, pour cette raison, ne parviennent pas à se concentrer et/ou s’agitent ».
Elle déclare aussi que les pédopsychiatres distribuent trop facilement des médicaments à des enfants diagnostiqués comme TDAH, qui sont selon elle agités par manque de repères parentaux.
De la même manière, elle déplore que le diagnostic de trouble du spectre de l'autisme (TSA) soit devenu « omniprésent ».

### Positions à propos du HPI
Interrogée au sujet du haut potentiel intellectuel, qui était son sujet de thèse, Caroline Goldman récuse qu'être intelligent « puisse être un problème ». La vidéo de son interview à ce sujet est visionnée plus de 70 000 fois. Elle récuse notamment que l'intelligence soit source de déprime ou d'isolement socio-relationnel,. Elle accuse certains psys d'avoir raconté à des patients hyperactifs ou souffrant de troubles du comportement que leurs difficultés sont liées à leur HPI, ce discours passant mieux auprès des patients. Elle estime aussi que l'association de difficultés au HPI vise à « déresponsabiliser » les parents de leurs devoirs éducatifs.
Elle souligne enfin un biais de recrutement dans les consultations psy de personnes HPI, seules les personnes en souffrance prenant l'initiative de consulter, ce qui conduit à une vision faussée.

### Positions sur le harcèlement scolaire
Elle considère que les établissements scolaires ne sont pas systématiquement à blâmer dans les cas de harcèlement scolaire, mais que le phénomène de harcèlement peut relever d'un dysfonctionnement parmi les familles d'enfants harceleurs et harcelés.

## Critiques

### Sur son approche psychanalytique
En février 2023, le chercheur en sciences cognitives Franck Ramus s'oppose à son discours, soulignant que le positionnement psychanalytique de Caroline Goldman se traduit par « une forme de déni de l’existence des troubles neurodéveloppementaux (autisme, TDAH, troubles des apprentissages), n’y voyant que des symptômes de problèmes relationnels entre parents et enfants. »
En mars 2023, plus de 280 chercheurs et professionnels de la petite enfance s'opposent à sa vision répressive du time-out (« temps mort »), soulignant qu'elle est peu efficace, qu'elle augmente l'anxiété des enfants, et qu'elle ne leur permet pas d'apprendre quel est le comportement attendu. Caroline Goldman répond par une tribune où elle se défend de prôner une « éducation coercitive » et revendique des références scientifiques soutenant ses thèses.
Peu après, The Washington Post la qualifie d'« ultra-stricte », et note que ses positions « pourraient sembler extrêmes pour des oreilles américaines. »

#### Sur son point de vue au sujet du TDAH
Interrogé mi-juin 2023 dans l'article « Dyslexie, TDAH, autisme… Les dérives de la psychanalyse chez les enfants », le psychologue Thomas Villemonteix considère que Caroline Goldman tient « un discours dangereux, à l’extérieur du champ scientifique », lorsqu'elle affirme que le TDAH est un diagnostic créé autour du méthylphénidate découvert par l’industrie pharmaceutique. Il affirme aussi le manque de preuves solides d'efficacité de la psychanalyse, notamment par rapport aux thérapies comportementales et cognitives. Le journaliste Antoine Beau rappelle que, bien qu'il n'existe pas de test biologique de détection du TDAH, « les preuves scientifiques de son existence s’accumulent », rendant la position de Caroline Goldman marginale. Le rapport de la Haute autorité de santé au sujet du TDAH chez l'enfant, publié le 23 septembre 2024, conclut que les données scientifiques vont à l'encontre des idées de Caroline Goldman.

### Sur ses chroniques de France Inter
Le psychiatre Hugo Baup souligne de nombreuses erreurs médicales et des approximations scientifiques dans les chroniques estivales de Caroline Goldman diffusées sur France Inter durant l'été 2023, notamment en ce qui concerne la dépression chez l'enfant, Caroline Goldman culpabilisant inutilement les parents d'enfants dépressifs sans s'appuyer sur des références scientifiques ; sa chronique relative à la transidentité met en valeur une hypothèse au « niveau scientifique nul » énoncée par Christian Flavigny ; enfin sa chronique sur le TDAH est dénoncée pour son contenu scientifiquement faux par plusieurs spécialistes et associations du domaine,. L'association TDAH Partout pareil saisit l’Arcom et demande l’annulation de cette chronique de Goldman pour « désinformation ». Interrogé sur Doctissimo, Andréas Werner, président de l'Association française de pédiatrie ambulatoire, estime au contraire de Caroline Goldman qu'il n'y a pas de surprescription de la Ritaline aux enfants diagnostiqués comme TDAH en France.
Le psychiatre David Masson se déclare choqué par « l’aspect dogmatique de son discours, qu’elle prononce avec un aplomb déconcertant. Elle donne des leçons sur ce qu’il conviendrait de croire, avec un ton méprisant envers les sciences, sans modération, sans source et sans prise de recul. » Il ajoute que son discours est culpabilisant pour les parents d'enfants souffrant de troubles psychiques.
Dans Télérama, la journaliste Marion Mayer questionne le choix effectué par France Inter de « présenter les thèses de Caroline Goldman comme des vérités absolues, sans contradicteur », notant que « la station publique renonce à la discussion, sur une question qui n’a pourtant pas fini d’être débattue. »
D'après l'enquête de Victor Garcia, le choix de confier une chronique à Caroline Goldman pourrait relever des préférences personnelles de la directrice de France Inter, Adèle Van Reeth, qui suit elle-même une cure psychanalytique et soutient cette pratique.
Les interventions de Caroline Goldman en avril 2023 sur France Inter suscitent des réactions très contrastées d'auditeurs, certains approuvant son propos, quand d'autres le dénoncent. Concernant ses chronique estivales, la médiatrice de France Inter note des critiques « particulièrement nombreuses », qui « font ressortir des préoccupations importantes liées à l’éthique d’une radio de service public et à sa responsabilité envers ses auditeurs. »

## Publications
- Le Test PN. Guide d'interprétation clinique, Montreuil, ECPA-Pearson, 2013  (ISBN 978-2-902656-35-6).
- Doit-on tout dire aux parents ? La restitution du bilan psychologique au service de la guidance parentale, La Celle-Saint-Cloud, Creaxion, 2016  (ISBN 978-2-911041-61-7).
- Le Bilan avec les tests projectifs en clinique infantile, Malakoff,  éditions Dunod, 2018  (ISBN 978-2-10-077619-1).
- Établir les limites éducatives. Évaluation, diagnostic, action thérapeutique, Malakoff, Dunod, 2019  (ISBN 978-2-10-079462-1).
- File dans ta chambre ! Des limites éducatives à vos enfants, Malakoff, InterÉditions, 2020  (ISBN 978-2-7296-2158-2).
- Pourquoi ? Petites leçons de psychologie pour les enfants de 4 à 7 ans, Dunod, 2023.
- Guide des parents d’aujourd’hui, Flammarion, 2024  (ISBN 2080429957).